# Carex bella
Espèce
Classification phylogénétique
Carex bella est une espèce de plantes du genre Carex et de la famille des Cyperaceae.